# “スポーツバラエティ”土曜デポルテ
“スポーツバラエティ”土曜デポルテ（スポーツバラエティ「土曜デポルテ」、スポーツバラエティどようデポルテ）は、1971年4月10日から1975年3月29日まで、土曜日の朝にTBSテレビおよびJNN系列各局で生放送された、スポーツ・レジャーを題材とした情報バラエティ番組。TBSテレビでは東急百貨店の一社提供だったが、東急百貨店の店舗展開が関東・北海道地区中心のため、系列局でのスポンサーセールス（特に西日本地域）がどうなっていたかは不明。「土曜デポルテ」とも表記。
放送時間は当初7:20 - 8:15だった（番組表によっては、7:20 - 8:20となっている場合あり）が、1972年4月1日より7:20 - 8:10へ縮小された。

## 概要
日本国内の様々なスポーツ事情を取り上げる一方、「世界のスポーツ」と題し国外の事情も取り上げた。第1回の主な企画は、「スポーツ紙立ち読み」「相模湾メバル釣り」。
スポーツのみならず、食を扱った企画「食欲の秋・世界の食事あれこれ」（「食欲の秋」）も存在した。

## 出演者
●…TBSアナウンサー。
- 山本文郎●（第1回当時の出演者[9]）[1][10]
- 寺内大吉（「プロ野球開幕」企画に出演[11][12]）
- 毒蝮三太夫（「プロ野球開幕」企画に出演[11]）
- 渡辺謙太郎●（「プロ野球開幕」企画に出演[12]）
- 伊藤めぐみ（アシスタント・1972年に出演）[13]
- 岡本茉利（アシスタント・1974年10月から）[14]

## 参考資料
- TBS50年史（2002年1月、東京放送編・発行）…国立国会図書館の所蔵情報
  - 資料編
  - 付録DVDソフト『ハイブリッド検索編』（DVD-ROM。パソコン対応）
    - テレビ番組リスト
    - 『TBSアナウンサーの動き』（ラジオ東京→TBSの歴代アナウンサーの記録を、同社の歴史とともにまとめた文書）

  - TBSテレビ番組編成表（資料編または付録DVD-ROM『ハイブリッド検索編』に収録されたもの）
    - 1973年10月8日 - 14日（13日を参照）
    - 1975年3月24日 - 30日（29日を参照）
- ザ・テレビ欄0 1954〜1974（2009年8月31日、TOブックス発行、テレビ欄研究会編・著、ISBN 4904376102） - 1954年から1974年の間に発行された報知新聞東京本社版テレビ欄の一部を掲載（奥付に「協力：株式会社報知新聞社」のクレジットあり）。
  - キー局「TBS」の番組表
- ザ・テレビ欄 大阪版 1964〜1973（2009年11月30日、TOブックス発行、テレビ欄研究会編・著、ISBN 4904376153） - 1964年から1973年の間に発行された報知新聞大阪本社版テレビ欄の一部を掲載（奥付に「協力：株式会社報知新聞社」のクレジットあり）。
  - ネット局「朝日テレビ（ABC）」の番組表

脚注
| TBS系列 土曜 7:20 - 8:15                                                           | TBS系列 土曜 7:20 - 8:15                                        | TBS系列 土曜 7:20 - 8:15                                                       |
| 前番組                                                                             | 番組名                                                          | 次番組                                                                         |
| ---------------------------------------------------------------------------------- | --------------------------------------------------------------- | ------------------------------------------------------------------------------ |
| 7:20-スポーツニュース 7:25-ヤング720 8:05-ポーラテレビ小説（再）                   | “スポーツバラエティ” 土曜デポルテ （1971年4月10日 - 1972年3月） | 7:20-“スポーツバラエティ” 土曜デポルテ 【5分縮小】 8:10-ポーラテレビ小説（再） |
| 土曜 7:20 - 8:10                                                                   |                                                                 |                                                                                |
| 7:20-“スポーツバラエティ” 土曜デポルテ 【5分縮小】 8:15-トッププロのアタックゴルフ | “スポーツバラエティ” 土曜デポルテ （1972年4月 - 1975年3月29日） | 7:20-やぶにらみ風俗考 7:30-スポーツデスク'75 8:00-くらしとあなた               |

1. ↑  1971年10月16日 - 1972年3月25日、土曜の8:15 - 8:30に放送された番組（『TBS50年史』DVD-ROM『ハイブリッド検索編』より、テレビ番組リストを参照）。